# Emiliano Romay
Emiliano Manuel Romay (Mar del Plata, Buenos Aires, Argentina, 25 de febrero de 1977) es un exfutbolista argentino. Jugaba en la posición de delantero.

## Trayectoria
Miembro de una familia de futbolistas -su abuelo era Juan Manuel Romay-, se formó en las divisiones inferiores de Independiente de Mar del Plata.
Pasó luego por la cantera de Independiente y Boca Juniors, y debutó profesionalmente el 24 de junio de 1994 en el empate 1-1 de Boca con Ferro, convirtiendo el gol del empate en tiempo de descuento.
En 1999 fue fichado por el Monterrey, pero fue enviado al Saltillo Soccer, donde sólo estuvo seis meses antes de rescindir su contrato.
Su siguiente destino fue el Olympique de Niza de la Division 1 de Francia. Sin embargo en abril de 2001 se vio forzado a dejar su club e irse del país, luego de que se lo condenara por poseer un pasaporte italiano falso, con el cual jugaba en el país en calidad de ciudadano comunitario y sin ocupar plaza de jugador extranjero.
Pasó por las filas del Santiago Wanderers de Chile -con el que se consagró campeón del torneo de Primera División de Chile 2001- y del Deportivo Saprissa de Costa Rica, antes de volver a su país.
Afectado por las lesiones, se alejó de las canchas durante un largo tiempo hasta que, en 2005, hizo su retorno como jugador de Luján de Cuyo en el Torneo Argentino A. Jugó luego en el Nacional B con Ben Hur y nuevamente en el Argentino A con Unión de Sunchales.
Registró pasos breves por Alumni de Villa María y Guaraní Antonio Franco, y, tras rechazar en 2012 una oferta para incorporarse a Argentino de Quilmes, se afincó en la ciudad de Rafaela, donde cerró su carrera jugando para equipos de la Liga Rafaelina de Fútbol.

## Selección nacional
Integró la selección de fútbol sub-17 de Argentina que disputó el Campeonato Sudamericano Sub-17 de 1993.
Ese mismo año participó de la Copa Mundial de Fútbol Sub-17 de 1993, donde jugó contra Canadá, Nigeria y Australia.

### Participaciones en Copas del Mundo
| Mundial                | Sede  | Resultado    |
| ---------------------- | ----- | ------------ |
| Mundial Sub-17 de 1993 | Japón | Primera fase |

## Clubes
| Club                   | País       | Año       |
| ---------------------- | ---------- | --------- |
| Boca Juniors           | Argentina  | 1994      |
| Huracán                | Argentina  | 1995-1998 |
| Saltillo Soccer        | México     | 1999      |
| Olympique de Niza      | Francia    | 1999-2001 |
| Santiago Wanderers     | Chile      | 2001-2002 |
| Deportivo Saprissa     | Costa Rica | 2003      |
| Luján de Cuyo          | Argentina  | 2005      |
| Ben Hur                | Argentina  | 2005-2007 |
| Unión de Sunchales     | Argentina  | 2007-2009 |
| Alumni                 | Argentina  | 2010      |
| Guaraní Antonio Franco | Argentina  | 2011      |
| Americano              | Argentina  | 2012      |
| Atlético Felicia       | Argentina  | 2013-2014 |
| Peñarol de Rafaela     | Argentina  | 2014      |

## Palmarés

### Campeonatos nacionales
| Título           | Club               | País  | Año  |
| ---------------- | ------------------ | ----- | ---- |
| Primera División | Santiago Wanderers | Chile | 2001 |